# مازیم‌قاریشان
مازیم‌قاریشان (به لاتین: Mazımqarışan) یک منطقه مسکونی سابق در جمهوری آذربایجان است که در شهرستان بالاکن واقع شده است.